# Собчук Володимир Дмитрович
Володи́мир Дми́трович Собчу́к (нар. 6 березня 1956, село Лідихів Кременецького району Тернопільської області)  — український історик, краєзнавець, педагог. Фахівець у галузі генеалогії, історичної географії та історії культури. Кандидат історичних наук (2002).

## Біографія
1977 року закінчив історичний факультет Кам'янець-Подільського педагогічного інституту (нині Кам'янець-Подільський національний університет імені Івана Огієнка), 1991 року — Київський інститут політології і соціального управління. 1998 року стажувався у Варшавському університеті. Протягом 1977—1983 років працював учителем історії і суспільствознавства середніх шкіл, 1983—1987 років — викладачем суспільних дисциплін Кременецького медичного училища, а 1998—2004 років — Кременецького педагогічного коледжу. У 1991—1998 роках — науковий працівник і заступник директора Кременецького краєзнавчого музею. Від 2005 року — доцент кафедри суспільних дисциплін Кременецької обласної гуманітарно-педагогічної академії імені Тараса Шевченка і вчений секретар Кременецько-Почаївського державного історико-архітектурного заповідника.
2002 року захистив в Інституті українознавства імені Івана Крип'якевича НАНУ кандидатську дисертацію «Знать Південної Волині на схилі середніх віків: Історико-генеалогічне та історико-географічне дослідження» (науковий керівник — доктор історичних наук, професор Наталя Яковенко). Автор понад 50 наукових і науково-популярних праць. Головний редактор продовжуваного видання «Студії і матеріали з історії Волині». За діяльність по розвитку туристичної привабливості міста Кременця відзначений почесним званням «Заслужений працівник сфери послуг України».

## Праці
- Від коріння до крони: Дослідження з історії князівських і шляхетських родів Волині XV — першої половини XVII ст. — Кременець: Кременецько-Почаївський державний історико-архітектурний заповідник, 2014. — 508 с. ISBN 978-617-515-132-7

- Волинський шляхетський рід Лабунських / Україна: культурна спадщина 2006—2007 рр. с.134-146

- Історична Волинь: Північний Захід України в регіональному та локальному вимірах минулого. — Кременець : Кременецько-Почаївський державний історико-архітектурний заповідник, 2017. — 316, XVI с.; іл. ISBN 978-617-515-227-0
- Перлина в короні України: Кременець. — Кременець, 2005. — 56 с.; іл.